# Hedwig Pruin

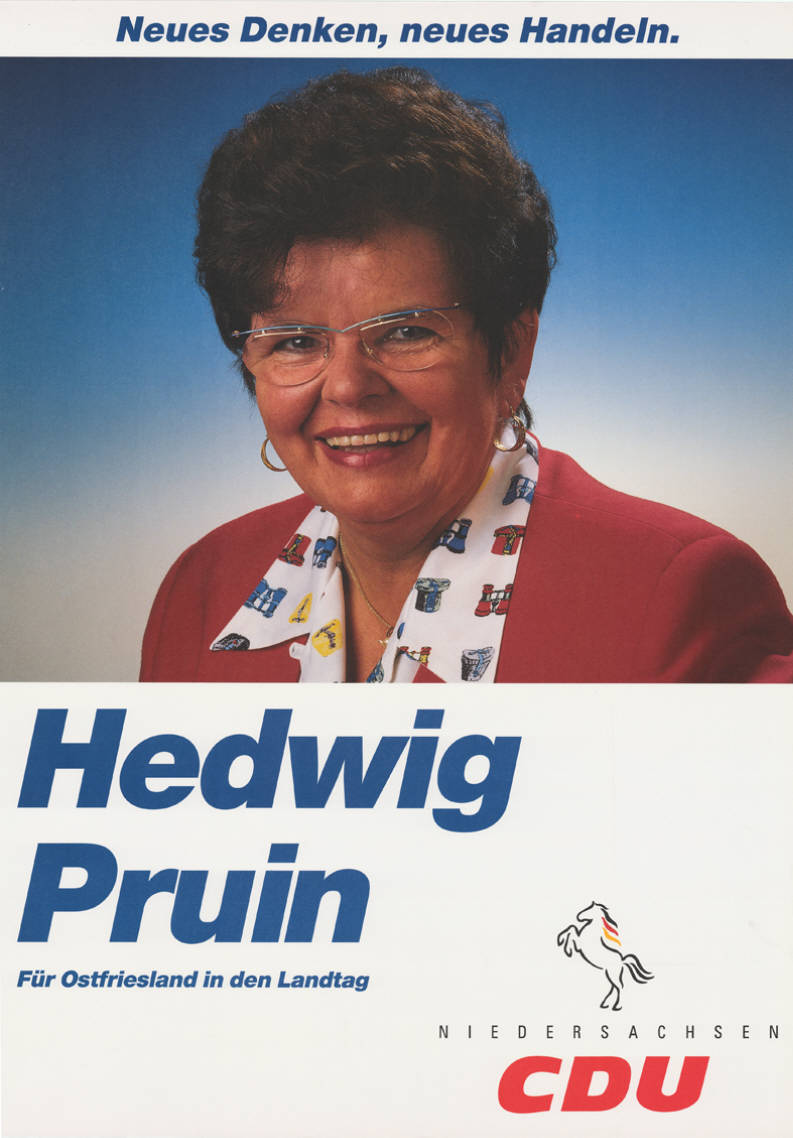
Kandidatenplakat zur Landtagswahl in Niedersachsen 1998

Hedwig Pruin (* 25. Februar 1939 in Flachsmeer) ist eine deutsche Politikerin (CDU).
Pruin besuchte die Volksschule in Flachsmeer und absolvierte anschließend eine Lehre zur Kauffrau. Nach neunjähriger Berufsausübung war sie fortan als Hausfrau und Mutter tätig. Sie trat 1978 der CDU bei, für die sie stellvertretende Vorsitzende des CDU-Kreisverbandes Leer war. Außerdem war Pruin Mitglied des Rates der Gemeinde Westoverledingen und Kreistagsabgeordnete im Landkreis Leer. Bei der Landtagswahl 1994 wurde sie über die Landesliste in den Landtag gewählt, dem sie bis 2003 für zwei Wahlperioden angehörte.